# 高知縣立大學
高知縣立大學（日语：／，英語: University of Kochi）是位于日本高知縣的一所公立大学。

## 簡介
前身是1944年創立的高知縣立女子醫專，1949年改創立高知女子大學，2011年4月1日更名為高知縣立大學，學校也由女校改為男女同校。目前學生人數976人，教員201人。與北京联合大学，台灣文藻外語大學有交流合作計劃。學校設立有4個學部：生活科學部，文化學部，看護學部，社會福利學部。

## 組織

### 学部
- 文化学部
  - 文化学科
    - 言語文化系
    - 地域文化創造系
    - 文化総合系(夜間)
- 社会福祉学部
  - 社会福祉学科
- 看護学部
  - 看護学科
- 健康營養学部
  - 健康營養学科

### 大学院
- 看護学研究科(博士前期課程・博士後期課程・博士課程)
- 人間生活学研究科(博士前期課程・博士後期課程)
- 健康生活科学研究科(博士後期課程)[3][4]

## 關連項目
- 日本大学列表